# Résolution 1510 du Conseil de sécurité des Nations unies
Membres permanents
- Chine
- États-Unis
- France
- Royaume-Uni
- Russie

Membres non permanents
- Allemagne
- Angola
- Bulgarie
- Chili
- Cameroun
- Espagne
- Guinée
- Mexique
- Pakistan
- Syrie

Résolution no 1509 Résolution no 1511
La résolution 1510 du Conseil de sécurité des Nations unies fut adoptée à l'unanimité le 13 octobre 2003. Après avoir réaffirmé toutes les résolutions sur la situation en Afghanistan, en particulier les résolutions 1386 (de 2001), 1444 (de 2002) et les résolutions 1368 (de 2001) et 1373 (de 2001) sur le terrorisme, le Conseil a prolongé l'autorisation de la Force internationale d'assistance et de sécurité (FIAS) pour une période d'un an et étendu ses opérations en dehors de la capitale Kaboul à d'autres zones.
L'adoption de la résolution 1510 a été bien accueillie par le gouvernement afghan, qui exigeait depuis longtemps que la FIAS soit élargie pour réaffirmer le contrôle gouvernemental sur le pays.

## Résolution

### Observations
Le Conseil de sécurité a reconnu que la responsabilité d'assurer la sécurité et la loi et l'ordre dans tout l'Afghanistan incombait aux Afghans eux-mêmes. Il a rappelé l’Accord de Bonn et ses dispositions relatives à l’extension progressive de la FIAS à d’autres régions au-delà de Kaboul. Le Conseil a également souligné l’importance de l’élargissement de l’autorité du gouvernement central, de la réforme du secteur de la sécurité et du désarmement, de la démobilisation et de la réintégration de toutes les forces armées. Il était craint que l’Accord de Bonn ne puisse être pleinement appliqué en raison de la situation sécuritaire dans certaines parties du pays.
Déterminant la situation comme une menace pour la paix et la sécurité internationales, le préambule de la résolution contenait une lettre du Ministre afghan des affaires étrangères demandant une assistance de la FIAS en dehors de la capitale et de l'OTAN demandant un élargissement de la force.

### Contenu
Agissant en vertu du Chapitre VII de la Charte des Nations unies, le Conseil a élargi le mandat de la FIAS pour aider l’Administration transitoire afghane et ses successeurs à créer un environnement sûr. La FIAS a été invitée à travailler avec l’Administration de transition et ses successeurs, le Représentant spécial du Secrétaire général et l’opération Enduring Freedom.
Dans le même temps, le mandat de la FIAS, qui devait expirer le 20 décembre 2003, a été prorogé de douze mois supplémentaires. Les États participant à la force étaient autorisés à utiliser toutes les mesures nécessaires pour s’acquitter de leur mandat. Enfin, le commandement de la FIAS a été priée de fournir des rapports trimestriels sur l’exécution de son mandat.